# ストレート松浦
ストレート松浦（すとれーとまつうら、1979年5月27日 - ）は、日本のジャグラー。本名∶黒田 公祐。

## 芸歴
- 1998年 - デビュー。
- 2005年 - 宮田章司一門となる。
- 2012年 - 落語協会に入会。